# Constantines
Die Constantines sind eine Indie-Rock-Band aus Ontario, Kanada.

## Geschichte
Die Constantines wurden 1999 gegründet, nachdem sich Shoulder, die Band von Bryan Webb und Doug MacGregor, aufgelöst hatten. Ihr erstes, selbstbetiteltes Album wurde 2001 in den USA in verschiedenen College Radios ein Erfolg und für einen Juno Award nominiert. 2003 und 2005 wurden zwei weitere Alben veröffentlicht, das vierte Album Kensington Heights erschien im September 2008.

## Stil
Während die frühen Alben der Band ihrer für den (Indie) Rock typischen Instrumentalisierung entsprechen, weisen Tournament of Hearts und Kensington Heights einen Hang zum Experimentellen auf. Der von zwei Gitarren bestimmte Sound wird immer wieder von elektronischen Einschüben begleitet bzw. unterbrochen. Charakteristisch für die Band ist außerdem der raue Gesang von Bryan Webb.

## Diskografie

### Alben
- Constantines  (5. Juni 2001, Three Gut Records)
- Shine a Light  (19. August 2003, Three Gut Records)
- Tournament of Hearts  (27. September 2005, Three Gut Records)
- Kensington Heights (19. September 2008, Arts & Crafts)

### EPs
- The Modern Sinner Nervous Man (16. April 2002, Suicide Squeeze Records)
- Nighttime Anytime (8. Juli 2003, Sub Pop)
- Young Lions  (10. August 2004, Sub Pop)
- Hard Feelings (15. Januar 2008, Arts & Crafts)
- Too Slow For Love (5. Mai 2009, Arts & Crafts)

### Splits
- Constantines Play Young/Unintended Play Lightfoot (2006, Blue Fog Records)
- Constantines/Feist Islands in the stream (2008, Arts & Crafts)